# Neoneuromus orientalis
Neoneuromus orientalis är en insektsart som beskrevs av X.-y. Liu och Ding Yang 2004. Neoneuromus orientalis ingår i släktet Neoneuromus och familjen Corydalidae. Inga underarter finns listade i Catalogue of Life.